# Alf Hansen
Pour les articles homonymes, voir Hansen.
Alf Hansen, né le 13 juillet 1948 à Oslo, est un rameur d'aviron norvégien.

## Carrière
Alf Hansen participe aux Jeux olympiques de 1976 à Montréal et remporte la médaille d'or avec le deux de couple  britannique avec son frère et coéquipier Frank Hansen. Lors des Jeux olympiques d'été de 1988, il remporte la médaille d'argent en quatre de couple.
Il a remporté la Médaille d'or de l'Aftenposten, le prix Fearnley ainsi que la Médaille Thomas-Keller.